# Humason (cratera)
Humason é uma pequena cratera de impacto lunar localizada no Oceanus Procellarum .  Esta é uma cratera em forma de copo com uma borda externa que se eleva ligeiramente acima da égua lunar circundante.  Para o oeste é um sistema baixo de cumes de rugas de égua chamado o Dorsa Whiston que o vento para o sul em direção a Montes Agrícola .
Esta cratera foi previamente identificada como Lichtenberg G antes de ser renomeada pela IAU. A cratera de Lichtenberg fica a mais de 100 quilômetros a oeste.